# Герб Брянська
Герб Брянська поряд з прапором є одним із символів муніципального округу місто Брянськ, Брянська область, Російська Федерація.
Історичний герб міста Брянськ був створений на основі герба Брянського ландміліцького полка[⇨], найвищо затверджений 16 (27) серпня 1781а імператрицею Катериною II разом з іншими гербами міст Орловського намісництва[⇨]. Офіційно використовувався до листопада 1917 року. 11 вересня 1998 року відновлено як офіційний символ міста. 23 грудня 2009 року був прийнятий оновлений герб, якому було відмовлено у внесенні в Державний геральдичний регістр Російської Федерації. Наприкінці 2015 року в місті розпочали процес створення нового герба. 27 квітня 2016 року відновлено герб катерининських часів.

## Опис та обґрунтування символіки
Геральдичний опис (блазон) свідчить:
|  | Герб міста Брянська зображується в червленому (червоному) полі, на зеленій землі золота мортира, що супроводжується по боках двома пірамідами з чорних ядер. |

Верхня частина щита — червоне поле (символ хоробрості, мужності, безстрашності). Нижня частина щита — зелене поле (символ надії, радості, достатку), на якому розташовується золота мортира (символ багатства, справедливості, великодушності) з покладеними по обидва її сторони пірамідами бомб (ліва піраміда з шести великих бомб, права з десяти малих бомб, ліва піраміда бомб зображується трохи вище мортири, права на рівні лафета), покритих чернью (символ печалі, розсудливості, смиренності).

## Історія
Історичний герб міста Брянськ було створено на початку XVIII ст.

### Прапор Брянського ландміліцького полку
У червні 1728 року Верховна таємна рада видала указ про введення нового зразка полкових прапорів з державним і міським гербами. У 1729 року під керівництвом обер-директора над фортифікацією генерала Б. К. Міхіха і за участю художника А. Баранова було складено Знаменний гербовник. 8 березня 1730 року нові герби для полкових прапорів було затверджено. Герб на прапорі Брянського ландміліцького полку в реєстрі полкових гербів під номером 86 мав такий опис: 
|  | Мортир золотий, а з боків по купі бомб чорних, поле червоне. |

Брянський полк (до 6 листопада 1727 року називався полк Іваненкова) у відсутності старого герба. Нові герби для полків складалися за даними надісланих із провінцій. Імовірно, що основою для створення герба Брянському полку послужила інформація про розміщення в місті парку важкої облогової Артилерія, створеного за указом Петро I Петра I від 16 вересня 1722 року на випадок війни в с Туреччиною. В описі герба не уточнювалося скільки і які бомби розміщені поряд із мортирою. Тому, в різний час малювались вони в гербі по-різному До 285-річчя перших брянських гербів. Сайт «Подорож по Брянську».
Герби 1730 року мали розміщуватися як на полкових прапорах, а й у печатках, якими губернатори і воеводы опечатували всі папери, крім партикулярних. Однак, герб Великолуцького полку так і не набув статусу міського герба..

### Високо затверджений герб
16 (27) серпня 1781 рік Імператрицею Катериною II разом з іншими гербами міст Орловського намісництва був найвищо затверджений герб міста Брянська .
Справжнє опис герба повітового міста Брянська гласило:
| Зовнішні зображення | Зовнішні зображення              |
| ------------------- | -------------------------------- |
|                     | Проект герба Брянська (1862 рік) |

|  | у пересіченому золотом і червленню щиті щипець і перекинутий щипець, що супроводжуються в кутах чотирма кружками, щипці і кружки пересічені фініфтью і металом; у вільній частині герб Орловська губернія Орловської губернії, щит увінчаний срібною баштової корони в геральдиці короною про трьох зубців і оточений золотими колосами, з'єднаними Олександрівська стрічка . |

| Зовнішні зображення | Зовнішні зображення                                                 |
| ------------------- | ------------------------------------------------------------------- |
|                     | Значок із гербом Брянська та орденом Жовтневої революції (1980 рік) |

|  | Герб у вигляді французького щита, що представляє прямокутник, основа якого дорівнює 8/9 висоти, з вістрям, що виступає в нижній частині і має закруглені нижні кути. Верхнє поле щита червоне. Нижня частина щита є зображенням зеленого поля, на якому лежить золота мортира з покладеними по обидва боки пірамідами бомб (права піраміда з шести великих бомб, ліва піраміда з десяти малих бомб), покритих чорними. За основу герба прийнято герб Брянська, найвище затверджений 16 серпня 1781 імператрицею Катериною II. 15 квітня 1851 року за указом імператора Миколи I за "відмінність від інших міст" герб Брянська був увінчаний малою Імператорською короною, поміщеною над гербовим щитом. Золота мортира символізує багатство, справедливість та великодушність. Червоний (червоний) колір верхнього поля щита — символ мужності, хоробрості та безстрашності. Зелений колір поля нижньої частини щита - символ надії, радості та достатку. Чорний колір — символ смиренності, смутку та розсудливості |

23 грудня 2009 року Рішенням Брянської міської Ради народних депутатів № 222 було прийнято Положення про герб, в якому було внесено зміни до опису герба та визначалося направити це Рішення до Геральдичної ради при Президентові Російської Федерації для реєстрації офіційних символів міста Брянська в установленому порядку.
|  | Герб міста Брянська зображується у вигляді французького щита, що представляє прямокутник з вістрям, що виступає в нижній частині і має закруглені нижні кути. Верхня частина щита – червоне поле (символ хоробрості, мужності, безстрашності). Нижня частина щита - зелене поле (символ надії, радості, достатку), на якому розташовується золота мортира (символ багатства, справедливості, великодушності) з покладеними по обидва боки пірамідами бомб (ліва піраміда з шести великих бомб, права - з десяти малих бомб ліва піраміда бомб зображується трохи вище мортири, права - на рівні лафета), покритих черню (символ смутку, розсудливості, смиренності). Нижче мортири та пірамід бомб на зеленому полі золотом зображені 5 елементів, що символізують юні пагони рослин (символ відродження). Співвідношення верхньої частини щита до нижньої – 2:1. |

Через спотворення його історичного вигляду - герб міста не був внесений до Державного геральдичного регістра Російської Федерації. У листі Державного герольдмейстера Вілінбахова зокрема було відзначено:
|  | 1. Нижня (зелена) частина герба усіяна золотими елементами, названими в описі герба «юними пагонами». Насправді це не пагони, а класичні зображення наконечників стріл. В даному контексті наконечники прочитуються, як «устромлені в землю», що повідомляє гербу вельми своєрідне прочитання: покинута зброя на утиканій стрілами землі - чи не сенс безславної баталії та втечі вцілілих захисників від стріл ворога. 2. Піраміди ядер повинні зображуватись чорним кольором, як на історичному гербі, а не золотим. 3. … ниткоподібна золота облямівка навколо щита <…> в герби вноситься, як правило, для того, щоб продемонструвати зменшення, применшення, приниження власника герба, втрату їм колишнього високого статусу, колишньої честі, колишньої гідності. Застосування такого смислового елемента у гербі Брянська рішуче недоречне. |

З ініціативи глави міста Хліманкова наприкінці 2015 року було створено комісію з розробки офіційних символів Брянська відповідно до геральдичних канонів. У проект нового герба додано статусну баштову корону з лавровим вінком (символ столиці регіону) з мечами (ознака Міста військової слави), а також щит стрічки Ордена Жовтневої Революції та Ордену Трудового Червоного Прапора, якими нагороджувався Брянськ.
27 квітня 2016 року Рішенням Брянської міської Ради народних депутатів відновлено історичний герб. Всупереч проекту, корону та обрамлення у вигляді стрічок герб не отримав. Герб міста був внесений до Державного геральдичного регістра Російської Федерації під номером 10000.

## У гербі області
20 листопада 1998 року Законом Брянської області «Про символи Брянської області» було затверджено герб Брянської області у композиції якого на тлі центральної частини було зображено історичний герб міста Брянська. Автори герба - колишній губернатор області Ю. Є. Лодкін і художник-дизайнер А. Зуєнко. Герб області до теперішнього часу, через численні геральдичні помилки, в Державний геральдичний регістр Російської Федерації не внесений.

## У нумізматиці
1 березня 2010 року Банком Росії була випущена монета номіналом 10 рублів, з серії «Давні міста Росії», на реверсі якої зображено герб Брянська.
25 березня 2010 ріка Указом Президента Російської Федерації Брянську присвоєно почесне звання «Місто військової слави». Герб Брянська, виконаний з бронзи, розміщений на стелі «Воїнської слави», яку відкрили 28 червня 2010 року.
У 2013 році Банк Росії випустив пам'ятну монету номіналом 10 рублів, з серії «Міста військової слави», на реверсі якої зображений герб Брянська з двома покладеними навхрест мечами за муніципальною короною . Така геральдична відмінність запропонована для всіх міст військової слави.

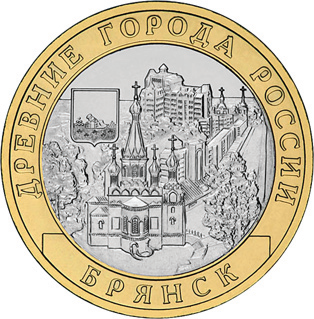
Рам'ятна монета із серії «Стародавні міста Росії»
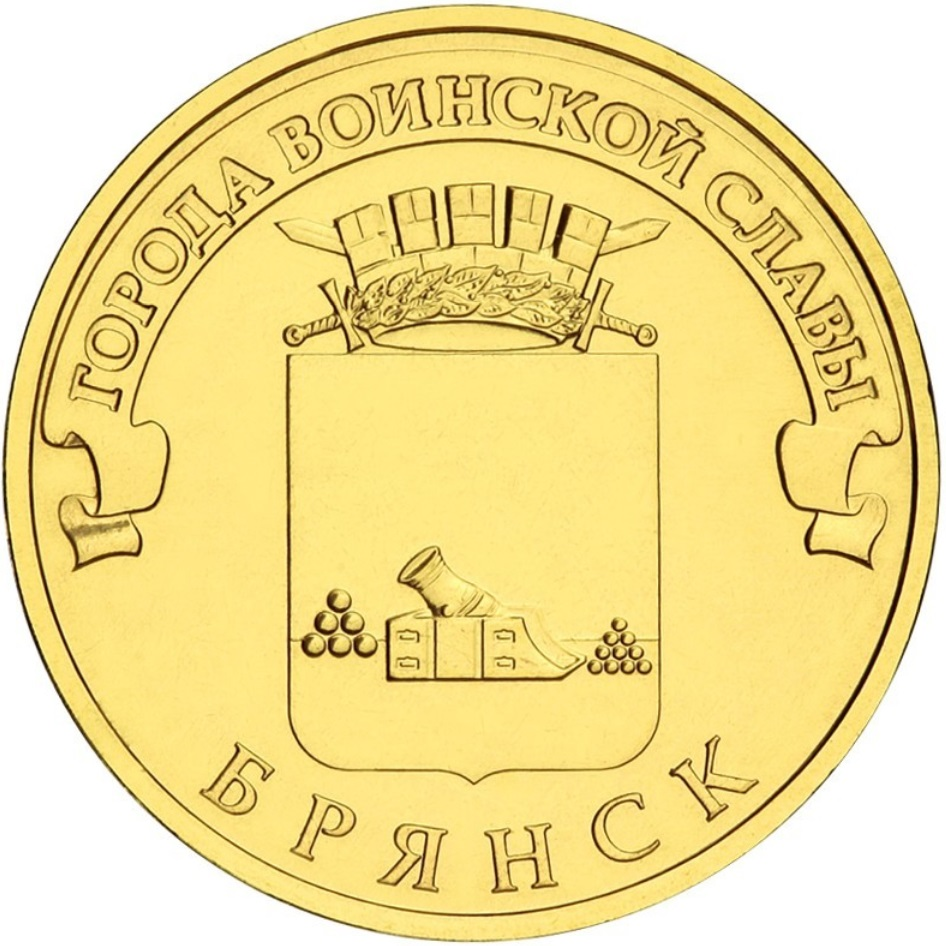
Пам'ятна монета із серії «Міста військової слави»

## Див також
- Герби населених пунктів Брянської області
- Прапор Брянська